# Juillet 1909

## Événements
- Afrique[1] : abolition de l’esclavage à Zanzibar.
- Offensive française contre la révolte de Đề Thám au Tonkin.

- 12 juillet : création des biens de famille insaisissables en France.

- 13 juillet : premier vol de l'avion britannique « A.V. Roe ».

- 14 juillet : Theobald von Bethmann-Hollweg devient chancelier du Reich allemand, et remplace Bernhard von Bülow, chancelier démissionnaire mis en minorité.

- 17 juillet, France : Léon Jouhaux est élu secrétaire général de la CGT.

- 16 juillet : début du règne de Ahmad Shah Qajar, shah de Perse à la suite de la destitution de son père Mohammad Ali Shah (fin en 1925).

- 18 juillet, France : premier vol acrobatique de l'histoire de l'aviation par Eugène Lefebvre à Reims.
- 18 juillet, Allemagne :Catastrophe du vélodrome du jardin botanique de Berlin. Lors d'une course de demi-fond, la moto d'un entraineur s'est écrasée dans les tribunes et son réservoir a explosé. Neuf personnes ont été tuées et plus de 40 blessées.

- 20 juillet :
  - France : mis en minorité à la Chambre, Clemenceau démissionne;
  - le Belge J. Olieslagers bat le record de distance en circuit fermé sur un « Blériot » : 391,750 km.

- 24 juillet, France : Aristide Briand Président du Conseil (1).

- 25 juillet :
  - première traversée de la Manche à bord d'un avion, effectuée en 38 min par Louis Blériot sur un monoplan de sa conception, le Type XI, entre Calais et Douvres;
  - le pilote Van den Schkrouff, probablement russe, réalise le premier vol en avion en Russie sur un « Voisin ».

- 25 juillet - 31 juillet : semaine tragique à Barcelone. Les socialistes ont poussé le peuple à s’opposer à l’appel des réservistes dans le Rif, mais le mouvement, dépassé par la violence des anarchistes, subit une violente répression. Le théoricien anarchiste Francisco Ferrer est arrêté et exécuté malgré l’indignation internationale. Le PSOE décide de s’allier avec les républicains, ce qui déclenche son essor.

- 27 juillet : premier vol de l'Antoinette VII.

- 29 juillet : le Français Legagneux signe le premier vol en avion en Suède (Stockholm) sur un « Voisin ».

- 30 juillet, France : création par Eugène Schueller de la Société Française de Teintures Inoffensives pour Cheveux, futur Groupe L'Oréal.

- 31 juillet : rencontre à Cherbourg de Nicolas II et du président de la république Fallières pour renforcer l'Alliance franco-russe.

## Naissances
- 5 juillet : Andreï Gromyko, homme d'État soviétique († 1989).
- 12 juillet : 
  - Pierre Andreu, journaliste, essayiste et poète français († 25 mars 1987).
  - Marcel Meys, supercentenaire français († 15 décembre 2021).
- 13 juillet : Prince Souvine Souphanouvong, président du Laos († 1995).
- 17 juillet : Ignace Strasfogel, compositeur et chef d'orchestre polonais († 6 février 1994).
- 18 juillet : Harriet Nelson, comédienne américaine († 2 octobre 1994).
- 24 juillet : Jerzy Różycki, mathématicien et cryptologue polonais († 9 janvier 1942).
- 26 juillet : Vivian Vance, actrice américaine († 17 août 1979).
- 28 juillet : Malcolm Lowry, écrivain britannique († 27 juin 1957).

## Décès
- 18 juillet : le prince Charles de Bourbon (61 ans), duc de Madrid, aîné des Capétiens et chef de la maison de France (° 1848).